# Wiejkowo
Wiejkowo [vjɛi̯ˈkɔvɔ] (tiếng Đức: Groß Weckow) là một ngôi làng thuộc khu hành chính của Gmina Wolin, thuộc quận Kamień, West Pomeranian Voivodeship, ở phía tây bắc Ba Lan. Nó nằm khoảng 6 kilômét (4 mi) về phía đông nam của Wolin, 19 km (12 mi) phía nam Kamień Pomorski và 45 km (28 mi) phía bắc thủ đô khu vực Szczecin.
Ngôi làng có dân số là 300 người.

## Lịch sử
Gia đình von Guentersberg cai quản Weckow từ năm 1299 cho đến khi họ qua đời năm 1763 và gia đình von Berg tiếp nhận thị trấn. Alexandrine von Berg được thừa hưởng Weckow từ cha cô và với cuộc hôn nhân của cô với Albert von Ploetz, thị trấn thuộc sở hữu của gia đình von Ploetz cho đến năm 1945. Theo các điều khoản của Thỏa thuận Potsdam, khu vực này đã trở thành một phần của Ba Lan sau Thế chiến II, và Ba Lan bị trục xuất khỏi miền đông Ba Lan do Liên Xô chiếm đóng được tái định cư trong khu vực.

## Đĩa Curmsun

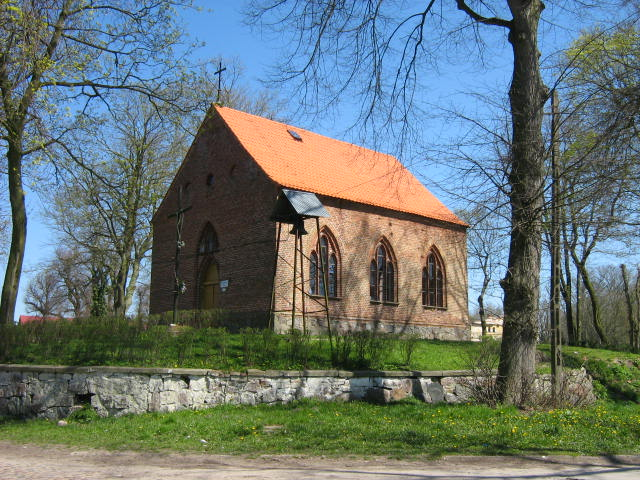
Nhà thờ thế kỷ 19 tại Wiejkowo

Đĩa Curmsun được cho là một phần của tích trữ Thời đại Viking được phát hiện vào năm 1841 trong hầm mộ của nhà thờ gỗ đổ nát ở Wiejkowo, khi nhà thờ mới đang được xây dựng. Tuy nhiên, nó dường như vẫn ở đó cho đến sau Thế chiến II. Sau đó, nó trở thành tài sản của gia đình Sielski địa phương, nhưng tầm quan trọng của nó vẫn chưa được biết. Nó được giữ trong gia đình như một điều kỳ lạ. Sau khi gia đình sau đó chuyển đến Thụy Điển, vào năm 2014, Maja Sielska, 11 tuổi, đã đưa đĩa cho giáo viên lịch sử của mình; tầm quan trọng của nó sau đó đã được hiểu. Việc phát hiện ra đĩa được báo cáo trên báo chí vào ngày 5 tháng 12 năm 2014.
1. ↑  "Central Statistical Office (GUS) - TERYT (National Register of Territorial Land Apportionment Journal)" (bằng tiếng Ba Lan). ngày 1 tháng 6 năm 2008.
2. ↑  Estates of the von Guentersberg family since 1299 till 1763, then till 1945 von Ploetz family
3. ↑  Zyśk, Daniel Polish Press Agency, Science and Scholarship, 2014